# Skeppsholmen radio
Skeppsholmen radio var en av marinens kustradiostationer, som användes för kommunikation med flottans fartyg i stockholmsområdet i 40 år.

## Stationens historia
Radiostationen, benämnd "Skeppsholmens gniststation", etablerades 1906 som övningsstation för flottans fartyg. Stationen kom att ligga på Stockholms Örlogsvarvs område på östra sidan av Skeppsholmen. År 1913 fick stationen, som då benämndes "Stockholms gniststation",  även den civila anropssignalen SAD. Denna anropssignal hade tidigare använts av marinens experimentstation vid Oskar-Fredriksborg, vilken nu var på väg att avvecklas.
Radioutrustningen på Skeppsholmen bestod då av en 1,5 kW gnistsändare, och sändarantennen av T-typ var spänd mellan en mast vid radiostationen och tornet på Skeppsholmskyrkan.
Sommaren 1921 var stationen inblandad i kustflottans försök med rörbestyckade mottagare samt trådlös telefoni. 
År 1922 byter stationen namn till "Skeppsholmens radiostation". 1939 anskaffades en 400W sändare för lång- och kortvåg.
Vid andra världskrigets utbrott ställdes större krav på skydd, och dåvarande plan var att flytta Skeppsholmens radiostation till den bergtunnel på Skeppsholmen som sprängdes ut för marinledningens behov. Då marinen även byggde upp nya radiostationer i bergrum, så övertog nya Rådmansö radio, nära Kapellskär, år 1943 anropssignalen SAD från Skeppsholmen och 1946 stängdes Skeppsholmen radio ner.